# Ліно Де Тоні
Ліно Де Тоні (італ. Lino De Toni; 18 жовтня 1972 у м. Агордо, Італія) — італійський хокеїст, правий нападник. 
Вихованець хокейної школи ХК «Аллеге». Виступав за ХК «Аллеге», ХК «Больцано», ХК «Кортіна», ХК «Перджине» (Серія B).
У складі національної збірної Італії учасник зимових Олімпійських ігор 1994, учасник чемпіонатів світу 1994, 1995, 1999, 2000, 2001, 2002, 2003 (дивізіон I) і 2004 (дивізіон I). У складі молодіжної збірної Італії учасник чемпіонату світу 1991 (група C). У складі юніорської збірної Італії учасник чемпіонату Європи 1990 (група B).
Досягнення
- Чемпіон Альпенліги (1992)
- Чемпіон Італії (1997).